# The Man from the Sea
The Man from the Sea è un cortometraggio muto del 1914 diretto da John Ince e prodotto dalla Lubin.

## Produzione
Il film fu prodotto dalla Lubin Manufacturing Company.

## Distribuzione
Distribuito dalla General Film Company, il film - un cortometraggio in due bobine - uscì nelle sale degli Stati Uniti il 10 dicembre 1914.